# Zapasy na Igrzyskach Azji Południowo-Wschodniej 2005
Turniej zapasów na igrzyskach Azji Południowo-Wschodniej w Manilii na Filipinach. Zawody rozegrano od 28 do 30 listopada 2005 roku, na terenie San Andres Gymnasium.

## Tabela medalowa
Gospodarz zawodów został zaznaczony kolorem.
| Poz. | Państwo   |    |    |    | Łącznie |
| ---- | --------- | -- | -- | -- | ------- |
| 1    | Wietnam   | 6  | 4  | 0  | 10      |
| 2    | Filipiny  | 5  | 3  | 2  | 10      |
| 3    | Tajlandia | 1  | 3  | 6  | 10      |
| 4    | Indonezja | 0  | 2  | 3  | 5       |
| 5    | Kambodża  | 0  | 0  | 2  | 2       |
| 6    | Laos      | 0  | 0  | 1  | 1       |
|      | Łącznie   | 12 | 12 | 14 | 38      |

## Wyniki mężczyzn

### Zapasy w stylu wolnym
| Waga   | Złoto:             | Srebro:              | Brąz:                              |
| 55 kg  | Nguyễn Văn Hợp     | Margarito Angana jr. | Ressada Chusong Surianto           |
| 60 kg  | Đới Đăng Hỷ        | Chatphong Orachun    | Tumasis Melchor Sinachone Xayyasuk |
| 66 kg  | Jimmy Angana       | Phạm Đức Khang       | Thanakorn Tud-Ead                  |
| 74 kg  | Lê Duy Hợi         | Jumain               | Michael Baletin                    |
| 84 kg  | Mẫn Bá Xuân        | Rudi Septhadi        | Rawin Phetkhaek                    |
| 96 kg  | Marcus Valda       | Nguyễn Văn Dực       | Aji Sutrisno                       |
| 120 kg | Francis Villanueva | Arthit Chairat       | Agustafa                           |

## Wyniki kobiet

### Zapasy w stylu wolnym
| Waga  | Złoto:                | Srebro:          | Brąz:                 |
| 48 kg | Suphornphan Kaewsamat | Nguyễn Thị Hằng  | Sotheara Chov         |
| 51 kg | Cristina Villanueva   | Nguyễn Thị Thu   | Onanong Chari         |
| 55 kg | Nghiêm Thị Giang      | Belinda Lapuente | Sunisa Klahan         |
| 59 kg | Gemma Silverio        | Pattana Promeam  | Try Sothavy           |
| 63 kg | Lương Thị Quyên       | Cherry Matriz    | Wong Duean Khamrahong |